# Vîșneve (Kurisove), Berezivka
Vîșneve (în ucraineană Вишневе) este un sat în comunei Kurisove din raionul Berezivka, regiunea Odesa, Ucraina.

## Demografie
Componența lingvistică a localității Vîșneve
     Ucraineană (87,5%)
     Rusă (12,5%)
Conform recensământului din 2001, majoritatea populației localității Vîșneve era vorbitoare de ucraineană (87,5%), existând în minoritate și vorbitori de rusă (12,5%).